# Deva Victrix
Deva Victrix, o simplemente Deva, fue una ciudad-fortaleza legionaria ubicada en la provincia romana de Britania. Nacida como un mero asentamiento, evolucionó hasta convertirse en la ciudad de Chester, capital del moderno condado de Cheshire (Inglaterra). Su construcción está fechada en la década de 70 del siglo I, cuando la Legio II Adiutrix la edificó para emplearla como fortaleza defensiva en su avance contra los brigantes, tribu que habitaba el norte de la isla.
Varios factores han llevado a pensar que estaba destinada a albergar una base militar desde la que se iniciaría una futura invasión a Irlanda; entre dichos factores destacan la presencia de una estructura elíptica única en las fortalezas imperiales, el método empleado en su construcción y su tamaño —un 20 % mayor que el resto de los fuertes de la zona—. De hecho, ciertos historiadores se basan en los factores indicados anteriormente a la hora de identificarla como la capital de Gran Bretaña. En su interior se edificaron barracones, graneros, cuarteles militares, baños y un edificio de forma elíptica del que se dice que podría haber actuado como la sede del gobernador de la provincia. La fortaleza fue reconstruida en piedra a finales del siglo I, cuando fue ocupada por la Legio XX Valeria Victrix; otra reconstrucción se llevó a cabo dos siglos más tarde. Es probable que esta legión permaneciera en la fortaleza hasta su caída en desuso, acaecida a finales del siglo IV o a principios del V.
En torno a la fortaleza surgió un asentamiento civil, cuyo emplazamiento impulsó la construcción de un anfiteatro en el sudeste de la misma. El anfiteatro romano de Chester constituyó la edificación militar más extensa de Britania; de hecho podía albergar en su interior a 8000/10 000 personas. Este asentamiento militar permaneció habitado tras la marcha de los romanos, creciendo hasta convertirse en lo que hoy en día es la moderna ciudad de Chester. Alrededor de la fortaleza se construyeron una serie de asentamientos, entre los que están Boughton —ciudad que proporcionaba agua a la zona— y Handbridge —donde se localizaba una cantera de arenisca y el Santuario de Minerva—. Este santuario es el único edificio de este tipo construido en la roca de los existentes en Britania.
|  |

## Historia

### Fundación

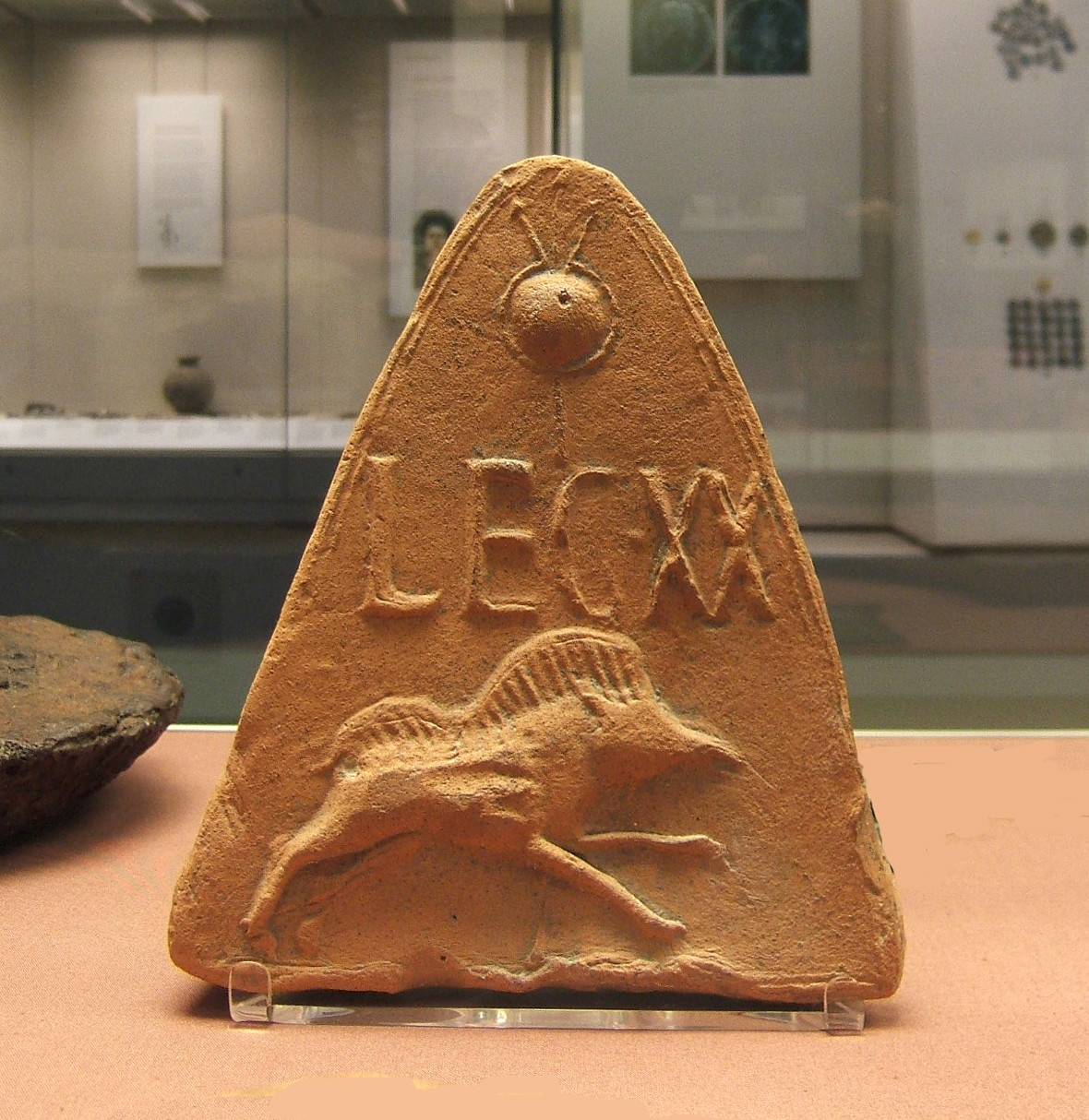
Un antefix romano que muestra la insignia y el estandarte de la Legio XX Valeria Victrix.

Según los escritos del geógrafo Claudio Ptolomeo, Deva estaba localizada en las tierras de los cornovii celtas. Los cornovii eran una tribu cuyas fronteras limitaban con los brigantes al norte y los ordovicos al oeste, y cuyos dominios comprendían parte de lo que hoy es Cheshire, Shropshire y el norte de Gales.
Cuando fracasaron las negociaciones entre el Imperio y los brigantes, una tribu celta que ocupaba gran parte del Norte de Inglaterra, los romanos decidieron que la mejor forma de pacificar estos territorios era conquistarlos. Las campañas que lideraron los comandantes romanos Frontino y Agrícola se saldaron con la toma del norte de la isla. Esta expansión —efectiva durante el reinado del emperador Vespasiano— reveló la necesidad de edificar una nueva base militar situada en las inmediaciones de la nueva frontera. El territorio de Chester constituía un lugar ideal para emplazar una fortaleza; tenía acceso al mar a través del Dee y dividía los territorios de brigantes y ordovicos. La Legio II Adiutrix inició la construcción de una fortaleza de legionarios a mediados de la década del año 70.
La fortaleza —emplazada en un risco de roca arenisca— dominaba el puente sobre el río y se localizaba en las inmediaciones de un puerto natural, que hoy corresponde al hipódromo de Roodee; además, la curvatura del río brindaba protección de posibles ataques procedentes del sur o del oeste. El Dee era navegable en su totalidad, a excepción de la zona en la que existía una elevación de rocas; el situar a la fortaleza pasado este punto dificultaría el acceso al puerto. Es probable que la fortaleza necesitara unos 2 400 000 l de agua al día; el suministro de agua dependía de aquella que se obtenía en los manantiales naturales de los suburbios de Boughton, 1.6 km hacia el este.

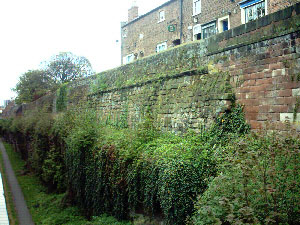
Es posible ver una sección original de la muralla romana desde northgate.

Unos lingotes de plomo descubiertos en Chester indican que la construcción de Deva se inició en el año 74. Es factible que se hubieran construido anteriormente edificios militares en el lugar; de ser así fueron demolidos a fin de que fuera posible construir la fortaleza. Los primeros edificios se construyeron en madera; no obstante, dichos edificios fueron reemplazados de forma gradual por estructuras locales permanentes construidas en piedra arenisca. El lugar estaba defendido por una muralla de 6 metros de altura, construida con arena, barro, escombros y troncos, y por una zanja de 3 metros de ancho y 1.5 metros de profundidad.
Esta fortaleza tenía la tradicional forma de «carta» presente en los castrum romanos —rectangular con las esquinas redondeadas— y en su interior había cuatro puertas, situadas al norte, al sur, al este y al oeste. Cubría una superficie de 25 hectáreas; de hecho, constituía la fortaleza más extensa construida en Britania durante la década del año 70. Se estima que se emplearon 24 664 toneladas de madera en la primera fase de su construcción, pues, para la edificación de los edificios anexos a Deva, como el puerto o el anfiteatro, se necesitaron 31 128 toneladas. En su interior se construyeron barracones, graneros (horrea), cuarteles militares (principia) y termas. Todas las barracas tenían las mismas dimensiones: 82.5 metros de longitud y 11.8 metros de ancho.
Es probable que el nombre de Deva Victrix derive de la protectora del Dee; ya que en latín diosa se dice diva o dea. Otra alternativa sugiere que los romanos tomaron directamente el nombre que empleaban los britanos para referirse al río. El término Victrix —presente en el nombre de la fortaleza— tiene su origen en la Legio XX Valeria Victrix; esta legión empleaba esta fortaleza como base. Por otra parte, el nombre de la ciudad de Chester deriva del término latino castrum (pl: castra), que significa «fortaleza» o «campamento militar»: -«chester» y -«castra» son sufijos comunes entre los campamentos romanos que crecieron hasta convertirse en ciudades inglesas.

### Legio XXValeria Victrix

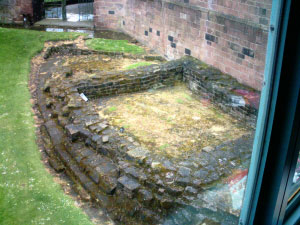
Restos de la torre romana ubicada en la esquina sudeste del campamento. Esta torre es una de las 22 que construyó la Legio XX Valeria Victrix.

En 88, el emperador Domiciano envió a la Legio II Adiutrix —que hasta entonces estaba acantonada en Deva Victrix— a la zona inferior del Danubio. Tras la marcha de dicha legión, la Legio XX Valeria Victrix se trasladó a esta fortaleza, abandonando el fuerte que había construido en Escocia (Inchtuthil). A su llegada, la Legio XX Valeria Victrix comenzó a reconstruir Deva; dicha reconstrucción se realizó primero en madera y, a finales de siglo, en piedra. La nueva muralla de la fortaleza tenía 1.36 metros de espesor en la base y 1.06 metros de espesor en la parte superior. Se construyeron 22 torres a intervalos regulares de cerca de 60 metros de separación entre sí; estas torres tenían una dimensión de 6.5 metros cuadrados. Se amplió la zanja hasta que alcanzó los 7.5 metros de ancho y los 2.45 de profundidad. Se calcula que se emplearon 55 452 toneladas de piedra a fin de reconstruir las defensas de la fortaleza. Los barracones de madera fueron reemplazados por edificios de piedra de un tamaño similar.

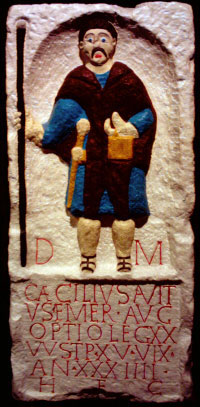
Lápida de Cecilio Avito, un optio de la Legio XX Valeria Victrix.

Al menos una parte de la Legio XX Valeria Victrix participó en la construcción del Muro de Adriano. La marcha de estos soldados hizo que ciertos sectores de la fortaleza cayeran en mal estado o fueran abandonados. Esta legión tomó parte en la campaña que Clodio Albino realizó en la Galia en 196. Tras la derrota del gobernador britano en Lyon, la Legio XX Valeria Victrix se retiró de nuevo a Britania.
A principios del siglo III se ordenó la reconstrucción de Deva a raíz de la campaña expansionista a costa de las tribus bárbaras durante el reinado de Septimio Severo; esta vez se emplearon 309 181 toneladas métricas de piedra. Los escritores cristianos Gildas y Beda afirman que los mártires Julio y Aarón fueron asesinados en la «ciudad de las legiones». No obstante, los historiadores relacionan esta «ciudad» con Isca Augusta (Caerleon). Un siglo después se ordenó el regreso de parte de los soldados que conformaban la legión y la guarnición acantonadas en Deva; esta decisión respondía a la política imperial a la que estuvieron sujetas el resto de las fuerzas del Imperio.

### Declive y abandono
El hallazgo de monedas romanas en Chester atestigua la presencia de soldados romanos en el lugar hasta el año 383. Los principales edificios de la fortaleza se mantuvieron en buen estado hasta la segunda mitad del siglo IV, y los cuarteles de Deva continuaron estando habitados. Es posible que la retirada total de los efectivos de Chester se produjera después de que Magno Máximo invadiera la Galia en 383. El Notitia Dignitatum —escrito c. de 395— pone de manifiesto la ausencia de unidades militares en Deva; esta afirmación indica que la fortaleza ya estaba abandonada en esta época. Si volvió a emplearse esta fortaleza en alguna ocasión fue en 410, cuando los romanos se retiraron de Britania y el emperador romano de occidente —Honorio— anunció a las ciudades de Gran Bretaña que las defensas que se habían construido allí constituían su última protección frente a los invasores; por ello, es probable que los civiles siguieran utilizando esta fortaleza y sus defensas a fin de defenderse de los ataques procedentes del Mar de Irlanda.
El abandono de Chester continuó a menor escala tras la marcha de las legiones imperiales. La mayor parte de los edificios cayeron en mal estado, aunque algunas de las edificaciones más importantes se mantuvieron en pie durante algún tiempo. A pesar de ello, es probable que la ciudad continuara siendo el centro militar y administrativo de la región. Chester se convirtió —tras la llegada de los anglosajones— en un asentamiento conocido como Legacaestir, término que significa «ciudad de las legiones» en el idioma de este pueblo. Aunque no existen pruebas que lo evidencien, los cronistas medievales afirmaron que la iglesia de San Pedro y San Pablo —la actual catedral de Chester— era de origen romano. Los muros de la fortaleza se repararon y se añadieron nuevas defensas tras la conversión de Chester en un burh anglosajón en 907. Las herramientas de mampostería romana fueron robadas, y dichas herramientas volvieron a usarse en épocas posteriores.

## Historia de su descubrimiento
En el siglo XIV, Ranulf Higdon —un monje de Chester— describió algunos de los restos romanos que se encontraban en la fortaleza, incluido el sistema de alcantarillado y las lápidas. Tres siglos después, los anticuarios comenzaron a interesarse por los restos; este interés se incrementará con los relatos acerca de Deva Victrix y con los descubrimientos que se realizaron, tales como un altar dedicado a Júpiter Tanaro. Júpiter Tanaro —o Tanaris— era la versión romanizada del dios celta Taranis; Taranis es el equivalente celta de Júpiter, dios del trueno. En 1725, William Stukeley escribió sobre la existencia de unos arcos romanos en la puerta oriental de la ciudad; dichos arcos fueron demolidos en 1768. Un siglo después continuaron efectuándose descubrimientos de forma accidental; poco antes de la conclusión de un plan urbanístico del siglo XVIII se halló el complejo que albergaba las termas de las legiones. La Sociedad Arqueológica de Chester —fundada en 1849— realizó un considerable número de descubrimientos en la zona y puso en marcha una serie de excavaciones; en 1886 se abrió el Museo Grosvenor a fin de mostrar al público los hallazgos que se habían hecho. Entre los descubrimientos que hizo esta sociedad destacan los restos de ciertos edificios de la fortaleza y los asentamientos que se construyeron a su alrededor. En la época comprendida entre 1962 y 1999 se efectuaron cerca de 50 excavaciones dentro y fuera de la fortaleza; a su término se obtuvo nueva información acerca de Deva Victrix. Financiadas por el Ayuntamiento de Chester en colaboración con el English Heritage se efectuaron una serie de excavaciones en las inmediaciones del anfiteatro entre 2007 y 2009.

## Restos arqueológicos

### Anfiteatro

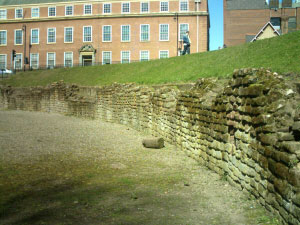
Anfiteatro romano de Chester.

La Sociedad Arqueológica de Chester redescubrió el anfiteatro de la fortaleza en 1929; esta organización —con el apoyo del entonces primer ministro Ramsay MacDonald— protegió su descubrimiento de las obras de construcción de una carretera que pretendía pasar por ese lugar. Las excavaciones realizadas en el lugar revelaron la existencia de cultivos sembrados a finales de la Edad del Hierro, así como que el anfiteatro fue construido en dos fases. Un primer anfiteatro se construyó en madera poco después de la construcción de la fortaleza; el diámetro mayor de este edificio medía 75 metros, el menor 67 metros. Existen varios factores que indican que este edificio fue concebido como una estructura temporal: no existen pruebas de que el anfiteatro recibiera reparación alguna, no contaba con una construcción muy sólida —los cimientos tenían una profundidad de 0,6 metros— y era mucho más pequeño que el edificio de piedra posterior. Este edificio fue reemplazado durante la época flavia por otro construido en piedra; el diámetro mayor de este anfiteatro medía 95,7 metros, y el menor 87,2 metros. Aunque el anfiteatro creció, dicha ampliación se limitaba al número de asientos. Excavaciones posteriores indicaron que se trataba de una estructura dividida en dos niveles y capaz de albergar a 8000 o 10 000 espectadores. El tamaño de este edificio es indicador de la abundante población civil que habitaba en las inmediaciones de la fortaleza, así como de la presencia de ciudadanos ricos. Como resultado de la última fase de construcción, se alzó el anfiteatro militar más amplio de Britania. Dicho edificio es un Scheduled Ancient Monument.

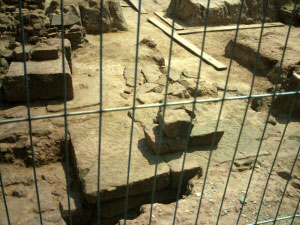
Piedras empleadas en el apuntalamiento del segundo anfiteatro.

Los usos que se dieron al anfiteatro fueron muy diversos. A consecuencia de su proximidad a la fortaleza, se utilizó como campo de entrenamiento, y también para acoger la celebración de espectaculares juegos; estos estaban protagonizados por acróbatas, luchadores y gladiadores profesionales. Los muros del anfiteatro tenían 0,9 metros de espesor y una altura de cerca de 12 metros. El pequeño tamaño de los contrafuertes es reflejo de su uso decorativo.
En 1738 se halló parte de un friso de pizarra —cuya elaboración se remonta al siglo II— que representaba a un retiarius o a un luchador de red; dicho friso fue empleado para decorar la tumba de un gladiador que había combatido allí. Investigaciones posteriores descubrieron una pequeña estatuilla de bronce de un gladiador, partes de un cuenco romano en el que se habían retratado escenas de un concurso de luchadores, y un trozo de una espada (gladius). Gran parte de la mampostería empleada en la construcción del anfiteatro volvió a ser utilizada en la edificación de la iglesia de San Juan y del monasterio de Santa María.

### Canabae legionis
En torno al asentamiento civil (canabae legionis) que se estableció en las inmediaciones de la fortaleza durante la ocupación romana apareció un nutrido grupo de comerciantes que impulsaron el establecimiento de prósperas relaciones comerciales con los soldados destinados en Deva. En vez de por el ejército, este asentamiento era administrado por un consejo electo; no obstante, a consecuencia de que muchos soldados se retiraban en el canabae legionis, este era a todos los efectos una colonia de veteranos. Los cementerios estaban localizados en torno al camino que conducía al asentamiento, convenientemente separado de las zonas urbanas. El Museo Grosvernor cuenta con más de 150 lápidas; constituye la mayor colección de lápidas romanas originarias de un único emplazamiento de todo el territorio britano. A pesar de ello, los soldados emplearon un considerable número de tumbas a fin de reparar la parte norte de la muralla. El asentamiento se extendió hasta localizarse al este, sur y oeste de la fortaleza; asimismo, se edificaron tiendas a 300 metros de la zona amurallada. Al este de la fortaleza se localizaba el terreno por el que los soldados celebraban los desfiles; al norte se edificaron los baños, y al sur un mansio, un enorme edificio que servía para que se hospedaran los funcionarios gubernamentales. Los edificios del canabae se construyeron originalmente en madera, pero a principios del siglo II se reconstruyeron en piedra. Este asentamiento y su población aumentaron en tamaño y número respectivamente durante el transcurso de los siglos II y III, y continuó habitado tras la marcha de las legiones, pasando a formar parte de la moderna ciudad de Chester.

### Los baños

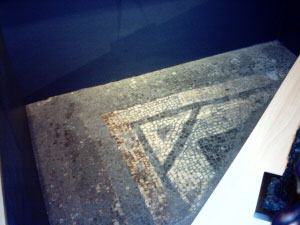
Una muestra de los mosaicos que se empleaban para cubrir el suelo del complejo de las termas.

Deva Victrix acogió en su interior un complejo de baños (thermae) construido en piedra y hormigón y concebido con el fin de que los soldados mantuvieran una higiene adecuada y lo emplearan en su tiempo libre. Las thermae —localizadas en las inmediaciones de la puerta sur— tenían unas dimensiones de 82.6 metros por 85.5 metros, una altura de 16.1 metros, y sus muros un espesor de 1.2 metros. Su construcción se completó a finales del reinado del emperador Vespasiano.
Las thermae tenían en su interior un vestíbulo (vestibulum), un gimnasio (basilica thermarum), un sauna (sudatorium), una estancia fría con una piscina de agua helada (frigidarium), una sala seca (tepidarium) y una habitación cálida con una piscina de agua caliente (caldarium). El complejo albergaba además un patio en el que se realizaban deportes (palaestra). El suelo de los baños —que recibía calor a través de un hipocausto conectado a tres hornos— era de mosaico. A fin de mantener el calor de dichos hornos, los soldados tenían que cortar diariamente varias toneladas métricas de madera.
Los baños estaban en funcionamiento 24 horas al día, y representaban un consumo diario de aproximadamente 850 000 litros de agua. Procedente de los manantiales naturales de Boughton, el agua llegaba al complejo a través de un sistema subterráneo de tuberías de plomo que conectaba con un acueducto construido cerca de la puerta este. Antes de llegar a las termas, el agua permanecía un tiempo en enormes tanques.
A lo largo de la historia se han destruido importantes partes de los baños —a consecuencia de un plan de desarrollo urbanístico (1863) y de las obras de construcción del Grosvenor Shopping Mall (1963)—. Hoy en día es posible ver las columnas de arenisca que albergaban los baños desde los «Jardines Romanos», ubicados fuera de Pepper Street; las columnas —cuya altura original era de 5.9 metros— hoy miden 0.75 metros. En el sótano del 39 de Bridge Street es posible contemplar los restos de una de las secciones del hipocausto.

### Cantera

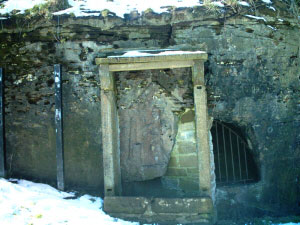
Santuario de Minerva.

En la construcción de esta fortaleza se empleó piedra arenisca que los romanos obtenían de una cantera ubicada al otro lado del río, al sur de la fortaleza. Hoy en día pueden observarse los restos de esta cantera desde el distrito de Handbridge. En el siglo II se talló en la piedra de esta cantera un santuario a Minerva, quizá a fin de proteger a los que trabajaban allí. A pesar del desgaste al que ha sido sometida la roca, aún puede observarse el tallado de una figura con una lanza, un escudo y una lechuza en el hombro izquierdo; este animal simboliza la sabiduría. También permanece visible un altar en el que se depositaban las ofrendas.

## Posible capital de Britania
En 1939 se realizaron nuevos descubrimientos; los investigadores hallaron una sección de suelo pavimentada, así como los restos de los muros que circunvalaban un extraño edificio de forma elíptica ubicado detrás del mercado de Chester. Lo curioso de este edificio radica en la ausencia de un precedente en el resto de fortalezas legionarias del Imperio. Esta edificación —rodeada por una serie de almacenes— estaba situada cerca del centro de la fortaleza, y contaba con sus propias termas. La presencia de un segundo complejo de baños era muy inusual, pues las fortalezas ordinarias contaban con un único edificio de esta clase. Aunque la construcción del edificio se inició hacia el año 80, las obras se abandonaron poco después y no finalizaron por completo hasta aproximadamente 230. Este extraño edificio tenía unas dimensiones de 60 por 33 metros, y poseía un patio de forma ovalada con una fuente en su centro; este tenía unas dimensiones de 14 por 9 metros, y estaba rodeado por 12 habitaciones con forma de cuña. Ciertas excavaciones descubrieron la base de la fuente y la tubería de plomo que transportaba el agua. Las 12 estancias situadas alrededor del patio tenían una entrada arqueada de 4 metros de ancho y 5.5 metros de altura. Aunque no existen pruebas que avalen esta teoría, algunos historiadores afirman que este patio representaba al mundo romano, y las doce habitaciones circundantes a los doce principales dioses romanos.
La estructura elíptica no constituye la única diferencia entre esta y el resto de fortalezas romanas construidas en Britania. Deva Victrix era un 20 % más extensa —4 hectáreas— que las fortalezas de Eboracum (York) —ulterior capital de Britania Inferior— e Isca Augusta (Caerleon). Asimismo, las murallas de Chester fueron construidas empleando enormes bloques de arenisca sin utilizar el mortero; ello requiere un mayor esfuerzo y habilidad que los métodos usados en la construcción de Eboracum e Isca Augusta y solía estar reservado para edificar estructuras importantes como templos o murallas de ciudades, no de fortalezas. La inusual existencia de edificios situados en el corazón del fuerte —sección un 4 hectáreas mayor que la del resto de fortalezas— ha dado pie a que muchos historiadores afirmen que el administrador provincial ordenó su construcción. Cuando las obras se iniciaron el gobernador britano era Cneo Julio Agrícola; de hecho, las tuberías de plomo que conducían el agua a la estructura elíptica llevan inscrito su nombre. Dichas inscripciones constituyen la única prueba de que un edificio de la provincia estaba bajo su control directo. Todas las diferencias mencionadas sugieren que esta fortaleza pudo ser la sede administrativa de Agrícola en Britania, siendo de ese modo y a todos los efectos la capital provincial. Una investigación llevada a cabo por el programa televisivo Timewatch especuló con esta posibilidad.
Otro importante factor que refuerza esta hipótesis es la presencia de un puerto. Desde Deva era accesible Irlanda (Hibernia), un territorio que Agrícola tenía intención de conquistar; incluso puso en marcha una expedición a la isla, aunque no se conoce el lugar exacto del desembarco. Partiendo de la política expansionista llevada a cabo durante el reinado de la dinastía flavia, la ubicación de Deva cerca de la frontera hacía más rápidas y sencillas las tareas administrativas. Independientemente de los planes imperiales para esta fortaleza, Londinium, centro comercial y económico de la isla, se alzó como la capital provincial; esto refleja una transición de la política expansionista imperial a una política que abogaba por la consolidación de los territorios conquistados.